# Фолксваген Т-Рок
„Фолксваген Т-Рок“ (Volkswagen T-Roc) е модел малки кросоувър автомобили (сегмент J) на германската компания „Фолксваген“, произвеждан от 2017 година.
Моделът разширява гамата на „Фолксваген“, добавяйки по-компактен SUV от „Фолксваген Тигуан“, като е базиран на платформата на „Фолксваген Груп“ „MQB“ и има сходни размери с по-луксозния „Ауди Q2“. Предлага се във варианти с 3 или 5 врати и се произвежда в завода на „Фолксваген Груп“ в Палмела, Португалия.